# Deposito ATM Molise
Il Deposito Molise è un'infrastruttura di servizio del trasporto pubblico a Milano per la rimessa e la manutenzione delle vetture filoviarie e automobilistiche dell'ATM.

Prospetto del deposito.

## Storia
Agli inizi degli anni trenta, la sempre crescente domanda di trasporto pubblico che investì Milano, dovuta principalmente al considerevole aumento demografico di quegli anni e al contemporaneo sviluppo della città, spinse l'allora Azienda Tramviaria Municipale a sperimentare nuovi mezzi di trasporto che potessero affiancare il già affermato tram. Venne realizzata così nel 1933 la prima linea filoviaria in servizio ordinario di Milano, la 81, che collegava piazza Dergano con piazza Spotorno, subito prolungata poi fino a piazzale Loreto. La necessità inoltre degli stessi anni di impiegare fonti energetiche alternative al petrolio, portò ATM a convertire il proprio parco automobilistico a carburanti succedanei, parallelamente al diffondersi di impianti a metano e gassogeni.
L'ampliamento del parco mezzi auto-filoviario, che fino a quel momento aveva trovato provvisorio rimessaggio nell'ex deposito di viale Brianza della SAO o in altre collocazioni di fortuna, portò ATM alla realizzazione di un impianto appositamente dedicato, situato lungo la Circonvallazione esterna di Milano, in viale Molise, subito seguito da un secondo impianto, collocato all'incrocio fra viale Stelvio e viale Zara, che prese il nome di Deposito Zara. I lavori per il nuovo deposito cominciarono nel 1937, per concludersi nel 1939: la nuova struttura, che si sviluppava su due livelli coperti, collegati internamente da una rampa, vantava una superficie di circa 11.000 m² e una capacità di ricovero di oltre 200 mezzi. L'impianto era in origine destinato al rimessaggio degli autobus a carburanti succedanei, affiancati dalle vetture a metano (per le quali era stato appositamente predisposto un distributore nel cortile del deposito). Tuttavia la sempre maggiore difficoltà nel reperire carburanti derivati e la sostanziale inaffidabilità di questo genere di vetture, contrapposta invece al successo delle linee filoviarie, e in particolar modo della CE, fecero sì che nel 1943 si dotasse Molise di rete aerea, predisponendolo al ricovero e alla manutenzione delle vetture filoviarie. Contrariamente dunque a quanto previsto in origine, al Deposito Zara venne lasciata solo l'officina generale dei filobus, insieme con il rimessaggio e la manutenzione degli autobus.

Panoramica interna negli anni cinquanta.

Planimetria del deposito.

Nel 1942 una delegazione di tecnici tedeschi si era presentata per visionare l'impianto e in particolare i nuovissimi filobus articolati a tre assi (già ricoverati a Molise), in vista di una possibile realizzazione di rete filoviaria ad Hannover; già in quell'occasione, rimasti positivamente colpiti, la vettura nº 520 era stata prelevata con lo scopo di essere testata in Germania. Nell'autunno del 1944, mentre la rete filoviaria risultava già inservibile da un anno per via dei bombardamenti, alcuni soldati tedeschi si presentarono per requisire 58 fra i nuovi filobus, che vennero caricati su diversi treni merci alla Stazione di Porta Romana, insieme con diversi chilometri di bifilare e altro materiale specifico.
Terminata la guerra la quasi totalità della rete e gran parte del parco filoviario risultava irrimediabilmente danneggiato o distrutto dai bombardamenti; ne usciva invece incolume il Deposito Molise, insieme alle vetture ivi sopravvissute. Già nel settembre del 1945 si fu in grado di ripristinare l'esercizio parziale sulla CE, con Molise come unico deposito filoviario della città, posto fra l'altro in una posizione abbastanza strategica per la gestione della suddetta linea. La successiva ripresa del servizio filoviario e la sua progressiva crescita, avvenuta fra gli anni cinquanta e gli anni sessanta portarono alla creazione nel 1956 di appositi reparti elettricisti e collaudi e alla costruzione nel 1959 di un nuovo deposito filoviario, Novara.
Il trasferimento inoltre da Zara a Molise dell'officina generale filoviaria portò ATM a destinare parte del nuovo Deposito Sarca (aperto dal 1968) al rimessaggio dei filobus. Dal 2 maggio 1972 la gestione delle linee 82, 83 e MB passò pertanto interamente a Sarca, con un'abbondante riduzione dei percorsi a vuoto per gli inserimenti in linea delle vetture, insieme con alcune tabelle delle linee 90, 91 e 92.
In quegli anni venne realizzato al piano superiore il reparto carrozzeria, mentre al piano terra vennero riorganizzati ed ingranditi i reparti meccanici e quelli elettrici. A partire dalla seconda metà degli anni settanta, con la progressiva riduzione della rete filoviaria, Molise rimase il principale deposito filoviario della città, affiancato solo da Novara. Con la riorganizzazione aziendale del 1998-2000 passò a Molise anche l'officina automobilistica fino a quel momento presente a Zara: in questo modo il deposito diventava l'impianto di riferimento per la manutenzione del settore gomma dell'ATM.

## Caratteristiche
Il Deposito Molise si caratterizza principalmente per il corpo principale, ad angolo fra viale Molise e via Cesare Lombroso, alto sei piani e adibito a uffici; qui è collocato il portone d'ingresso del deposito, da cui escono le vetture (essendo fra l'altro raccordato con la rete aerea). Il portone è affiancato da due enormi colonne in pietra, al di sopra delle quali si poteva leggere in passato l'insegna Azienda Tranviaria Milanese, originariamente accompagnata da tre fasci littori per parte. Altri tre ingressi sono invece collocati in via Cesare Lombroso, in viale Molise e in via Abetone. I corpi più bassi del complesso, alle spalle dell'edificio principale, si articolano su due livelli, la cui copertura è affidata a una triplice volta, costituita da arcate in vetro e cemento, sorrette da pilastri in cemento armato. Al pian terreno si trovano l'officina, i serbatoi di rifornimento e le fosse di lavorazione; al piano superiore si trovano altre due officine e l'area di rimessaggio delle vetture filoviarie. All'esterno della rimessa sono presenti un'ulteriore area di posteggio per le vetture e una pista di prova della lunghezza di circa duecento metri, atta alla verifica delle funzionalità e della potenza dell'impianto frenante dei veicoli. In passato era inoltre presente (fin dal progetto, come prescritto dall'Unione nazionale protezione antiaerea) un ricovero antiaereo.